# 大病人
『大病人』（だいびょうにん）は、1993年の日本映画である。
癌で余命1年となった男。残りの人生をどう生きるか、どう死ぬかという人間の葛藤を、コメディを交えながら描く。
この作品で第17回日本アカデミー賞において三國連太郎が優秀主演男優賞を、小野寺修が優秀録音賞を受賞した。

## あらすじ
老境を迎える大物俳優兼映画監督の向井武平（三國連太郎）は、癌に冒された作曲家を自ら演じ、同じ病で妻に先立たれるというストーリーの映画を製作していた。
酒好きで胃薬を常用している向井は、ある日、自身の体の異変に気づき、離婚寸前の妻・万里子（宮本信子）のすすめで、万里子の学生時代の友人である外科医・緒方（津川雅彦）が勤務する病院を受診する。検査の結果、既に末期状態の胃癌であった。緒方から告知を受けた万里子は、緒方とともに本人には告知をしない道を選んだ。ところが、向井は病院内で知り合った患者仲間（三谷昇）から悲惨な癌患者（高橋長英）の実態を知らされ、自分に抗癌剤が点滴されていることに気づく。
向井は激しく緒方をなじり、緒方も向井の扱いに苦悩する。その後、混乱した向井は担当看護婦（木内みどり）を口説いたり、愛人である映画の共演女優（高瀬春奈）を病室へ連れ込んだり、挙句の果て衝動的に自殺を図ったりするが、緒方たちとの対話を通じて、自らの最期の迎え方を決断する。

## キャスト
- 向井武平（大病人）：三國連太郎
- 緒方洪一郎（医師）：津川雅彦
- 万里子（武平の妻）：宮本信子
- 看護婦：木内みどり
- 神島彩（武平の愛人）：高瀬春奈
- ミッチャン（小道具係）：熊谷真実
- プロデューサー：田中明夫
- 入院患者：三谷昇
- 瀕死の患者：高橋長英
- 患者の妻：左時枝
- 看護婦：南美希子
- 若い看護婦：清水よし子
- 助監督：渡辺哲
- 医師：村田雄浩
- 医師達：山内としお、秋間登、米倉真樹
- 看護士達：中井信之、藤浪晴康
- 看護婦達：松野芳子、山崎陽子、坂尾直子、見方あゆ美、大隈智子、稲垣弘子、池田薫、日下部江美、村井のり子
- レントゲン技師：加藤善博
- 麻酔医：上田耕一
- 手術台の少女：朝岡実嶺
- 臨死体験の少女：溝口利恵
- 麦藁帽子の少女：中野美穂
- 自転車の少女：櫻井淳子
- 映画スタッフ：有薗芳記、小川美那子、関川慎二、天田益男、宮坂ひろし、荒牧太郎　ほか
- 病院の患者たち：里木佐甫良、夏木順平、鹿島信哉、春延朋也

## スタッフ
- 脚本・監督：伊丹十三
- 製作：玉置泰
- プロデューサー：細越省吾
- 撮影：前田米造
- 照明∶矢部一男
- 特機∶落合保雄
- 美術：中村州志
- 録音∶小野寺修
- 音楽：本多俊之
- 音楽監督∶立川直樹
- 編集：鈴木晄
- 記録∶石山久美子
- 助監督∶中嶋竹彦
- 製作担当∶鎌田賢一
- キャスティング∶田中忠雄
- デジタル合成：島村達雄（白組）、山崎貴（白組）
- 水中映像：中村宏治
- 録音効果∶渡部健一（東洋音響カモメ）
- 看護指導：長島美和子
- 指揮指導：鈴木行一
- 背景：島倉二千六
- 湯気効果：谷口承
- 技斗：高瀬将嗣、森聖二
- 特殊メイク：江川悦子、宗理起也、寺田まゆみ、神田文裕
- 現像：IMAGICA
- スタジオ：にっかつ撮影所
- ロケ協力：東十条病院、倉本記念病院(現：セコメディック病院)、横浜総合病院、東京都立松沢病院
- 製作協力∶細越省吾事務所
- 伊丹プロダクション作品

## 作品解説
主人公のセリフなど随所に仏教的な死生観が伺われ、実際クライマックスシーンでは、黛敏郎作曲のカンタータ『般若心経』が朗唱演奏される。

### デジタル合成
主人公が臨死体験を味わうシーンにて、日本映画として初めてデジタル合成が使用された。デジタル合成を担当したのは、当時CM業界で有名であった株式会社白組。
- 主人公が別世界へ引き込まれる背景、洞窟は3DCG。
- 主人公は役者とミッキー3号と命名されたダミーを使い分けている。
- 少女が頭に被っている麦わら帽子から現れる鳥は、白組で飼育された本物の鳥（ギンパラ）をブルーバックで重ね撮りし、合成。
- 断崖絶壁のシーンではギアナ高地のエンジェルフォールの写真素材を基にデジタルマットペイントされたもの。
- デジタル合成で使用されたソフトは、白組のインハウスソフトと、Adobe社のAfter Effects及びPhotoshopを使用。

## エピソード
- 台湾で成功大学教授の趙可式（女性看護師でもある）が本作の中国語版を全国会議員に見せて延命措置中止などの法整備の必要を説いて回り、2000年に安寧緩和医療条例が制定されている[5][6]。
- テレビ版メイキング映像の監督は中尾彬と野上照代が務めた。

## 関連書籍
- 伊丹十三『「大病人」日記』（文藝春秋、1993年） ISBN 4-16-347570-2
- 立木義浩『伊丹十三映画の舞台裏 大病人の大現場』（集英社、1993年） ISBN 4-08-780191-8
- DVD『大病人の大現場』（メイキング映像）ジェネオン エンタテインメント、2005年（発売）